# Lista de estados da Nigéria por data de criação
A tabela seguinte apresenta uma listagem de estados da Nigéria e as datas da sua criação.
| Estado                        | Data Criação        | Entidade anterior                                                 |
| ----------------------------- | ------------------- | ----------------------------------------------------------------- |
| Abia                          | 27 de agosto 1991   | Imo                                                               |
| Adamawa                       | 27 de agosto 1991   | Gongola                                                           |
| Akwa Ibom                     | 23 de setembro 1987 | Cross River                                                       |
| Anambra                       | 27 de agosto 1991   | (antiga) Anambra                                                  |
| Bauchi                        | 3 de fevereiro 1976 | Nordeste                                                          |
| Bayelsa                       | 1 de outubro 1996   | Rivers                                                            |
| Benue                         | 3 de fevereiro 1976 | Benue-Plateau                                                     |
| Borno                         | 3 de fevereiro 1976 | Nordeste                                                          |
| Cross River                   | 27 de maio 1967     | Região Leste; conhecido como estado Sudeste de 1967 a 1976.       |
| Delta                         | 27 de agosto 1991   | Bendel                                                            |
| Ebonyi                        | 1 de outubro 1996   | Enugu e Abia                                                      |
| Edo                           | 27 de agosto 1991   | Bendel                                                            |
| Equiti                        | 1 de outubro 1996   | Ondô                                                              |
| Enugu                         | 27 de agosto 1991   | (antiga) Anambra                                                  |
| Gombe                         | 1 de outubro 1996   | Bauchi                                                            |
| Imo                           | 3 de fevereiro 1976 | Leste-Central                                                     |
| Jigawa                        | 27 de agosto 1991   | Kano                                                              |
| Kaduna                        | 27 de maio 1967     | Região Norte; conhecido como estado Norte-Central de 1967 a 1976. |
| Kano                          | 27 de maio 1967     | Região Norte                                                      |
| Katsina                       | 23 de setembro 1987 | Kaduna                                                            |
| Kebbi                         | 27 de agosto 1991   | Socoto                                                            |
| Kogi                          | 27 de agosto 1991   | Kwara; Benue                                                      |
| Kwara                         | 27 de maio 1967     | Região Norte; conhecido como estado Oeste Central de 1967 a 1976. |
| Lagos                         | 27 de maio 1967     | Território Federal de Lagos e Província de Colônia                |
| Nasarawa                      | 1 de outubro 1996   | Plateau                                                           |
| Níger                         | 3 de fevereiro 1976 | Noroeste                                                          |
| Ogun                          | 3 de fevereiro 1976 | Oeste                                                             |
| Ondô                          | 3 de fevereiro 1976 | Oeste                                                             |
| Osun                          | 27 de agosto 1991   | Oió                                                               |
| Oió                           | 3 de fevereiro 1976 | Oeste                                                             |
| Plateau                       | 3 de fevereiro 1976 | Benue-Plateau                                                     |
| Rivers                        | 27 de maio 1967     | Região Leste                                                      |
| Socoto                        | 3 de fevereiro 1976 | Noroeste                                                          |
| Taraba                        | 27 de agosto 1991   | Gongola                                                           |
| Yobe                          | 27 de agosto 1991   | Borno                                                             |
| Zamfara                       | 1 de outubro 1996   | Socoto                                                            |
| Território da Capital Federal | 3 de fevereiro 1976 | Benue-Plateau, Norte-Central, e estados Noroeste                  |